# Pepita (Getränk)
Pepita ist eine kohlensäurehaltige Grapefruit-Limonade. Das Erfrischungsgetränk zählt zum kulinarischen Erbe der Schweiz und gehört dem Familienunternehmen Mineralquelle Eptingen. Zudem besitzt der Getränkehersteller Bad Dürrheimer eine Lizenz für die Produktion und den Verkauf von Pepita in Baden-Württemberg.

## Geschichte
Die Mineralquelle Eptingen begann 1938 mit der Produktion einer Limonade mit Grapefruitaroma, dem «Sissa-Grapefruit». Als der Basler Grafiker Herbert Leupin 1949 eine neue Etikette für das Grapefruit-Erfrischungsgetränk entwerfen sollte, erfand er den Namen «Pepita» mit dem dazugehörigen Ara als Logo.
Im Jahr 2009 wurde zur Feier des 60-Jahre-Jubiläums von Pepita das ursprüngliche, von Herbert Leupin 1949 entworfene Logo wieder eingeführt.

## Werbung
Zwischen 1941 und 1976 entwarf der Basler Grafiker Herbert Leupin zahlreiche Plakate für die Mineralquelle Eptingen. In dieser Zeit entstanden auch die Pepita-Plakate, die massgeblich zur Verbreitung und Beliebtheit des Getränks beitrugen.
Nachdem 1968 in der Schweiz das Farbfernsehen aufkam, wurde kurz darauf der erste Pepita-Werbekurzfilm im Fernsehen gezeigt. 1988 lanciert die Mineralquelle Eptingen das Produkt Pepita light.

## Sorten
Neben dem ursprünglichen Getränk «Pepita» kamen im Laufe der Zeit folgende Sorten bzw. Geschmacksrichtungen dazu: Pepita light, Pepita Orange, Pepita Citro, Pepita Cola und Pepita Cola Zero.